# Casoni (Borghetto Lodigiano)
Casoni è un centro abitato d'Italia, frazione del comune di Borghetto Lodigiano.
Al censimento del 21 ottobre 2001 contava 69 abitanti.

## Geografia fisica
La località è sita a 66 m sul livello del mare; è posta circa 2 km a sud del capoluogo comunale, a breve distanza dal fiume Lambro.

## Società

### Religione
Il centro abitato è sede di una parrocchia della diocesi di Lodi, dedicata a San Giuseppe sposo di Maria Santissima, eretta nel 1964. La chiesa fu inaugurata nel marzo 1950 alla presenza del vescovo di Crema, monsignor Franco.

## Infrastrutture e trasporti

### Strade
Il centro abitato è posto lungo la strada provinciale 23, che congiunge Lodi a San Colombano. Una strada locale congiunge Casoni a Livraga.